# 特里·吉迪
特里·吉迪（英語：Terry Giddy，1950年4月2日—），澳大利亚男子轮椅篮球、田径运动员。他曾代表澳大利亚参加1972年、1984年、1988年、1992年、1996年和2000年夏季残疾人奥林匹克运动会，获得一枚金牌、三枚银牌和二枚铜牌。